# Tomoyoshi Ikeya
Tomoyoshi Ikeya (japanisch 池谷 友良 Ikeya Tomoyoshi; * 17. Juni 1962 in der Präfektur Shizuoka) ist ein ehemaliger japanischer Fußballspieler.

## Karriere
Ikeya erlernte das Fußballspielen in der Schulmannschaft der Hamana High School und der Universitätsmannschaft der Chūō-Universität. Seinen ersten Vertrag unterschrieb er 1985 bei den Hitachi. Der Verein spielte in der höchsten Liga des Landes, der Japan Soccer League. Für den Verein absolvierte er 16 Erstligaspiele. Ende 1992 beendete er seine Karriere als Fußballspieler.